# Tres dies de Flandes Occidental 2015
Els Tres dies de Flandes Occidental 2015 foren la 69a edició dels Tres dies de Flandes Occidental, una cursa ciclista que es disputa per les carreteres de Flandes Occidental, Bèlgica. La cursa es va disputar entre el 6 i 8 de març de 2015, formant part de l'UCI Europa Tour 2015, amb una categoria 2.1.
El vencedor final fou el belga Yves Lampaert (Etixx-Quick Step), que s'imposà al rus Anton Vorobyev (Team Katusha) i al neozelandès Jesse Sergent (Trek Factory Racing), segon i tercer respectivament. Lampaert també guanyà les classificacions per punts i dels joves, mentre el seu equip, l'Etixx-Quick Step, fou el millor equip. Tim Kerkhof (Roompot) guanyà en la classificació dels esprints.

## Equips
L'organització comunicà la llista dels 24 equips convidats l'11 de febrer de 2015.
- equips World Tour: AG2R La Mondiale, BMC Racing Team, Etixx-Quick Step, FDJ, Lotto Soudal, Team Katusha, Team LottoNL-Jumbo, Trek Factory Racing
- equips continentals professionals: Bora-Argon 18, Caja Rural-Seguros RGA, Cofidis, Cult Energy Pro Cycling, MTN Qhubeka, Nippo-Vini Fantini, Team Europcar, Team Roompot, Topsport Vlaanderen-Baloise, UnitedHealthcare, Wanty-Groupe Gobert
- equips continentals: An Post-Chain Reaction, Roubaix-Lille Métropole, Vastgoedservice-Golden Palace, Veranclassic - Ekoi, Verandas Willems Cycling Team

## Etapes
| Etapa | Data      | Recorregut                |                           | Km    | Vencedor d'etapa       | Líder de la general  |
| ----- | --------- | ------------------------- | ------------------------- | ----- | ---------------------- | -------------------- |
| Pr.   | 6 de març | Middelkerke - Middelkerke | Contrarellotge individual | 7     | Anton Vorobyev (RUS)   | Anton Vorobyev (RUS) |
| 1a    | 7 de març | Bruges - Harelbeke        | Etapa plana               | 174,1 | Yves Lampaert (BEL)    | Yves Lampaert (BEL)  |
| 2a    | 8 de març | Nieuwpoort - Ichtegem     | Etapa plana               | 184,5 | Danny van Poppel (NED) | Yves Lampaert (BEL)  |

## Classificació final
|    | Ciclista                  | Equip               | Temps      |
| -- | ------------------------- | ------------------- | ---------- |
| 1  | Yves Lampaert (BEL)       | Etixx-Quick Step    | 8h 24' 37" |
| 2  | Anton Vorobyev (RUS)      | Team Katusha        | + 8"       |
| 3  | Jesse Sergent (NZL)       | Trek Factory Racing | + 12"      |
| 4  | Jan Bárta (CZE)           | Bora-Argon 18       | + 12"      |
| 5  | Alexis Gougeard (FRA)     | AG2R La Mondiale    | + 14"      |
| 6  | Danny van Poppel (NED)    | Trek Factory Racing | + 16"      |
| 7  | Jean-Pierre Drucker (LUX) | BMC Racing Team     | + 17"      |
| 8  | Martijn Keizer (NED)      | Team LottoNL-Jumbo  | + 17"      |
| 9  | Christophe Laporte (FRA)  | Cofidis             | + 20"      |
| 10 | Łukasz Wiśniowski (POL)   | Etixx-Quick Step    | + 21"      |